# Božidar Petranović
Božidar Petranović (18. února 1809 Šibenik – 12. září 1874 Benátky) byl rakouský právník, historik a politik srbské národnosti z Dalmácie, během revolučního roku 1848 poslanec Říšského sněmu.

## Biografie
Vystudoval právo na Vídeňské univerzitě a Padovské univerzitě. Roku 1833 získal titul doktora práv. Působil jako tajemník u pravoslavné diecéze v Šibeniku, potom jako soudce ve Splitu.
Během revolučního roku 1848 se zapojil do politického dění. Ve volbách roku 1848 byl zvolen na rakouský ústavodárný Říšský sněm. Zastupoval volební obvod Knin v Dalmácii. Uvádí se jako adjunkt při pretuře. Patřil ke sněmovní pravici.
Byl stoupencem spolupráce Chorvatů a Srbů. Podporoval spojení Dalmácie s Chorvatskem a zavedení chorvatštiny u soudů. V roce 1849 byl členem komise pro standardizaci srbochorvatské právní terminologie. Potom byl soudcem u zemského soudu v Zadaru a Kotoru. V roce 1851 založil první chorvatský právnický list Pravdonoša. V roce 1862 se podílel na vzniku kulturního a vydavatelského spolku Matica dalmatinska. Vydal četné historické a právní studie. Zabýval se hlavně rolí bogomilství v dějinách jižních Slovanů. Byl členem akademie věd v Záhřebu.